# Daren (Taitung)
Daren (chinesisch 達仁鄉, Pinyin Dárén Xiāng, W.-G. Ta2-jen2 Hsiang1) ist eine Landgemeinde im Landkreis Taitung auf Taiwan (Republik China).

## Lage, Geographie und Klima
Daren liegt an der Südspitze des Landkreises Taitung und grenzt an den benachbarten Landkreis Pingtung. Die angrenzenden Gemeinden sind (von Norden im Uhrzeigersinn): Jinfeng, Taimali, Dawu (alle im Landkreis Taitung) sowie Mudan, Shizi und Chunri (letztere alle im Landkreis Pingtung). Die maximale Längsausdehnung (in Nordnordwest-Richtung) der Gemeinde beträgt etwa 32 Kilometer und die Ost-West-Ausdehnung variiert zwischen etwa 6 und 18,5 Kilometern. Im südlichen Abschnitt hat die Gemeinde etwa 4,8 Kilometer Pazifikküste. Nahezu das gesamte Gemeindegebiet liegt im Taiwanischen Zentralgebirge, das hier bis nahe an die Küste heranreicht.

## Bevölkerung
Daren hat etwa 3500 Einwohner. Mit einer Bevölkerungsdichte von 12 Bewohnern pro km² gehört es zu den am dünnsten besiedelten Regionen der ganzen Insel Taiwan. Ende 2017 gehörten nach der amtlichen Statistik 3276 Personen, d. h. mehr als 90 % der Einwohner zur indigenen Bevölkerung. Dabei handelte es sich ganz überwiegend um Paiwan. Die hier gesprochenen Sprachen waren im Jahr 2010 (Mehrfachnennungen möglich, Personen über 5 Jahre): Mandarin 97,3 %, Formosa-Sprachen 80,4 %, Taiwanisch 11,7 %, Hakka 0,3 %, Andere 3,2 %.
| Gliederung von Daren                                                                                |
| Tjuamanges 台坂村 Tjuluqalju 土坂村 Kuvareng 新化村 Aljungic 安朔村 Tjarilik 森永村 Ljupetje 南田村 |

## Verwaltungsgliederung
Daren ist in 6 Dörfer aufgeteilt (Namen in Paiwan-Sprache, chinesischer Schrift und Transkription): Tjuamanges/Tjuaqau/Tjuavanaq (chinesisch 台坂村, Taichung), Tjuluqalju/Cuwabar (土坂村, Tuban), Kuvareng (新化村, Xinhua), Aljungic (安朔村, Anshuo), Tjarilik/Morinaga (森永村, Senyong) und Ljupetje (南田村, Nantian).

## Wirtschaft
Haupterwerbszweig ist die Landwirtschaft. Lokale Produkte sind Kaffee, Oliven, Kräuter, Pilze und Adzukibohnen.

## Infrastruktur
Im südlichen Abschnitt (Aljungic/Anshuo) wird Daren von der Südverbindungslinie (南迴線) der taiwanischen Eisenbahn durchquert, die die Stadt Taitung mit der Gemeinde Fangliao im Landkreis Pingtung verbindet. In Daren gibt es keinen regulären Eisenbahnhalt. An der Grenze zum benachbarten Landkreis Pingtung liegt der Zentraltunnel (中央隧道), der mit 8070 Metern zweitlängste Eisenbahntunnel Taiwans. Weiter südlich bzw. östlich der Eisenbahnlinie verläuft die Provinzstraße 9 (durch Aljungic/Anshuo und Tjarilik/Senyong).
Die Gemeinde Daren stand zeitweilig als einer von zwei möglichen Standorten für ein Zwischenlager schwach radioaktiver Abfälle zur Diskussion.

## Tourismus
Touristisch ist die Gemeinde bisher kaum erschlossen. Sehenswert ist neben der Natur die Volkskultur der Paiwan, die sich in zahlreichen Festen ausdrückt.

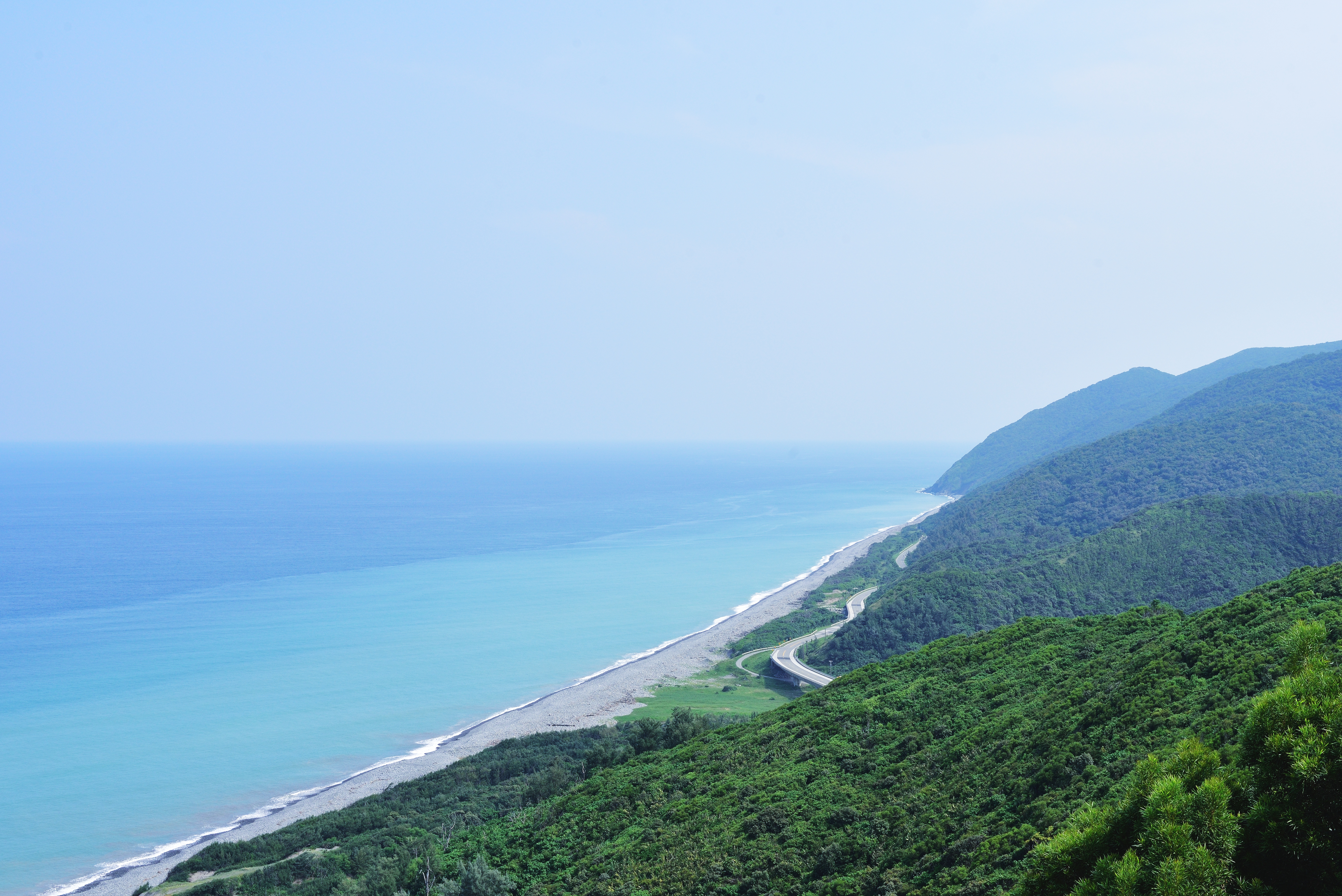
Küstenabschnitt in Daren
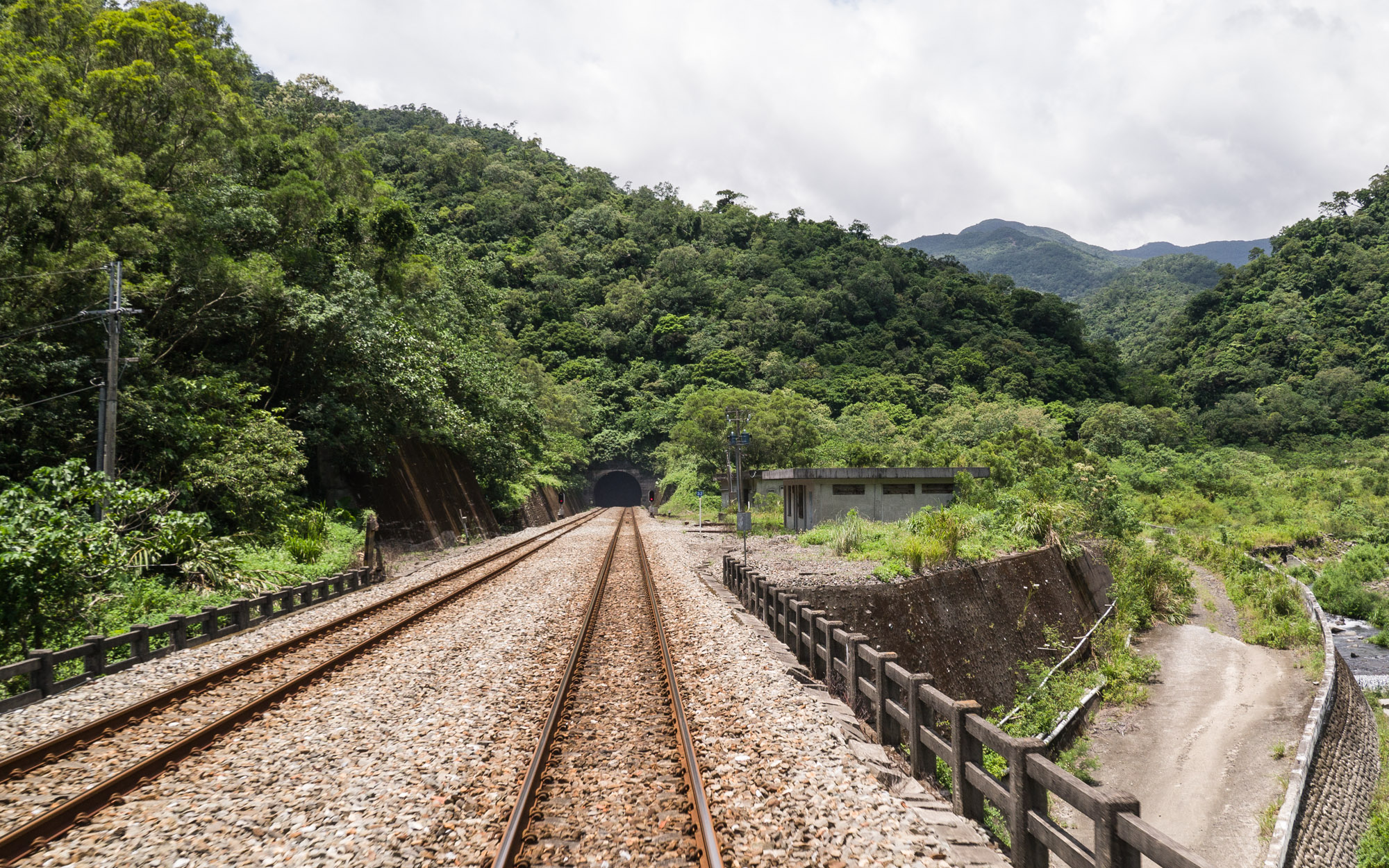
Ostportal des Zentraltunnels
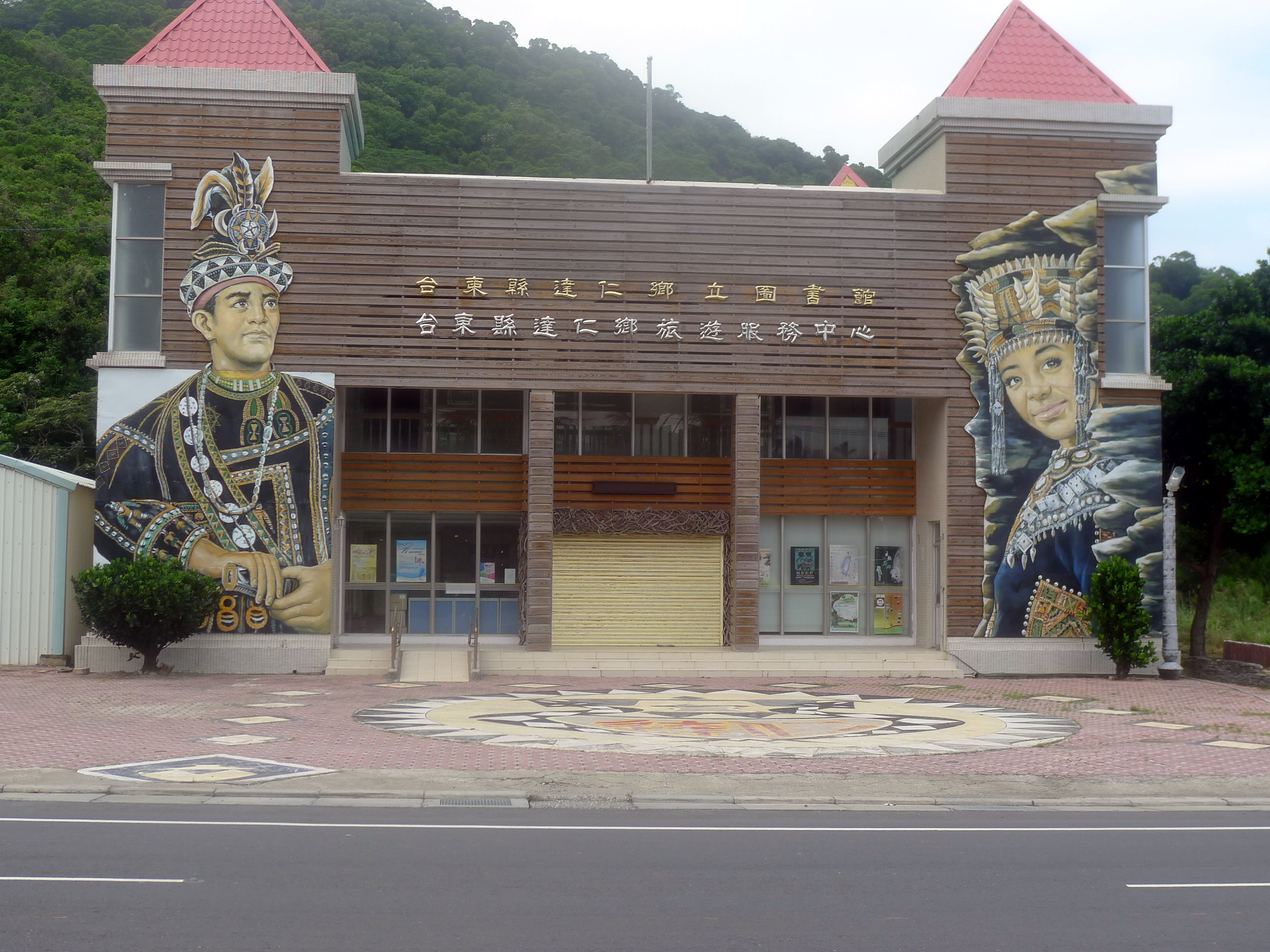
Bücherei und Besucherzentrum in Daren